# フィジー植民地

フィジー植民地
Colony of Fiji（英語）
iTikotiko vakaitikotiko e Viti（フィジー語）
Fiji Britain ke niche（フィジー・ヒンディー語）

国歌: God Save the Queen（英語）
女王陛下万歳

フィジー植民地（フィジーしょくみんち、英語: Colony of Fiji、フィジー語:iTikotiko vakaitikotiko e Viti、フィジー・ヒンディー語:Fiji Britain ke niche）は、現在のフィジーにあたる地域に存在していたイギリスの直轄植民地である。

## 解説
イギリスは1852年、フィジー王国を併合する機会を拒否した。セル・エペニサ・ザコンバウはトゥイ・ヴィティ（フィジー国王のこと）の称号を保持することを条件に、島々の割譲を要求した。しかしこの要求は、イギリス軍にとって受け入れ難いものであり、また借金が膨れ上がっていたこともあり、ザコンバウは1871年にオーストラリアと借金返済の合意をし、ヨーロッパ人入植者が多数を占める立憲君主制の政府を樹立した。新政府の崩壊を受け、ザコンバウは再び割譲の要求をし、イギリスはこれを受け入れた。1874年10月10日よりイギリスの統治が始まり、1970年10月10日まで続いた。

## 総督一覧
| No.            | 氏名                                                   | 肖像          | 任期           | 任期           | 君主          |
| No.            | 氏名                                                   | 肖像          | 就任日         | 退任日         | 君主          |
| -------------- | ------------------------------------------------------ | ------------- | -------------- | -------------- | ------------- |
| フィジー植民地 |                                                        |               |                |                |               |
| 1              | ハーキュリーズ・ロビンソン (1824–1897)                 |               | 1874年10月10日 | 1875年6月      | ヴィクトリア  |
| 2              | アーサー・ハミルトン＝ゴードン (1829–1912)             |               | 1875年8月19日  | 1880年         | ヴィクトリア  |
| 3              | ジョージ・ウィリアム・デ・ヴー (1834–1909)             |               | 1880年12月20日 | 1885年1月21日  | ヴィクトリア  |
| —              | ジョン・ベイツ・サーストン (1836–1897) 代行            |               | 1885年1月21日  | 1887年1月1日   | ヴィクトリア  |
| 4              | チャールズ・ミッチェル (1836–1899)                     |               | 1887年1月1日   | 1888年2月      | ヴィクトリア  |
| 5              | ジョン・ベイツ・サーストン (1836–1897)                 |               | 1888年2月      | 1897年2月7日   | ヴィクトリア  |
| 6              | ジョージ・トーマス・ミシェル・オブライエン (1844–1906) |               | 1897年3月      | 1901年         | ヴィクトリア  |
| —              | ウィリアム・アラーダイス (1861–1930) 代行              |               | 1901年         | 1902年9月10日  | エドワード7世 |
| 7              | ヘンリー・ジャクソン (1849–1908)                       |               | 1902年9月10日  | 1904年10月11日 | エドワード7世 |
| 8              | エヴァラード・イム・サーン (1852–1932)                 |               | 1904年10月11日 | 1910年         | エドワード7世 |
| —              | チャールズ・ヘンリー・メジャー (1860–1933) 代行        |               | 1910年         | 1911年2月21日  | エドワード7世 |
| —              | チャールズ・ヘンリー・メジャー (1860–1933) 代行        | ジョージ5世   | 1910年         | 1911年2月21日  |               |
| 9              | フランシス・ヘンリー・メイ (1860–1922)                 |               | 1911年2月21日  | 1912年7月25日  |               |
| 10             | ビッカム・スウィート＝エスコット (1857–1941)           |               | 1912年7月25日  | 1918年10月10日 |               |
| —              | エア・ハトソン (1864–1936) 代行                        |               | 1915年         | 1916年         |               |
| 11             | セシル・ハンター＝ロッドウェル (1874–1953)             |               | 1918年10月10日 | 1925年4月25日  |               |
| —              | エア・ハトソン (1864–1936) 代行                        |               | 1919年         | 1919年         |               |
| 12             | エア・ハトソン (1864–1936)                             |               | 1925年4月25日  | 1929年11月22日 |               |
| 13             | マーチソン・フレッチャー (1878–1954)                   |               | 1929年11月22日 | 1936年5月      |               |
| 13             | マーチソン・フレッチャー (1878–1954)                   | エドワード8世 | 1929年11月22日 | 1936年5月      |               |
| —              | ジャクソン・バートン (1891–1980) 代行                  |               | 1936年5月      | 1936年11月     |               |
| 14             | アーサー・リチャーズ (1885–1978)                       |               | 1936年11月28日 | 1938年8月      | ジョージ6世   |
| —              | ジャクソン・バートン (1891–1980) 代行                  |               | 1938年8月      | 1938年9月      | ジョージ6世   |
| 15             | ハリー・ルーク (1884–1969)                             |               | 1938年9月16日  | 1942年7月20日  | ジョージ6世   |
| —              | アレック・ニューボルト (1896–1964) 代行                |               | 1942年7月20日  | 1942年7月22日  | ジョージ6世   |
| 16             | フィリップ・ミッチェル (1890–1964)                     |               | 1942年7月22日  | 1944年1月12日  | ジョージ6世   |
| —              | ジョン・ランキン (1907–1987) 代行                      |               | 1944年1月12日  | 1944年5月4日   | ジョージ6世   |
| —              | ジョン・ファーンズ・ニコル (1899–1981) 代行            |               | 1944年5月4日   | 1944年10月23日 | ジョージ6世   |
| —              | ジョン・ファーンズ・ニコル (1907–1987) 代行            |               | 1944年10月23日 | 1945年1月1日   | ジョージ6世   |
| 17             | アレキサンダー・グランサム (1899–1978)                 |               | 1945年1月1日   | 1947年3月21日  | ジョージ6世   |
| —              | ジョン・ファーンズ・ニコル (1899–1981) 代行            |               | 1947年3月21日  | 1947年10月8日  | ジョージ6世   |
| 18             | ブライアン・フリーストン (1892–1958)                   |               | 1947年10月8日  | 1952年10月6日  | ジョージ6世   |
| 18             | ブライアン・フリーストン (1892–1958)                   | エリザベス2世 | 1947年10月8日  | 1952年10月6日  |               |
| 19             | ロナルド・ガーベイ (1903–1991)                         |               | 1952年10月6日  | 1958年10月28日 |               |
| 20             | ケネス・マドックス (1907–2001)                         |               | 1958年10月28日 | 1964年1月6日   |               |
| 21             | デレク・ジェイクウェイ (1915–1993)                     |               | 1964年1月6日   | 1968年12月     |               |
| 22             | ロバート・シドニー・フォスター (1913–2005)             |               | 1968年12月     | 1970年10月10日 |               |